# Post-Disco
Post-Disco ist heute eine Bezeichnung, die in der ersten Hälfte der 1980er Jahre für die Disco-Bewegung verwendet wurde. Sie entwickelte sich Ende der 1970er Jahre aus verschiedenen Einflüssen des Dub, Funk, Synthie-Pop, Experimentalmusik und Jazz und hat wiederum Musikstile wie Italo Disco, Electro Funk, Dance-Pop oder Housemusik stark geprägt oder beeinflusst.
Die Besetzung einer Postdiscoband besteht üblicherweise aus Synthesizer, Gesang, Keyboard mit Sampler und Sequencer sowie Schlaginstrumenten wie Schlagtrommel, Schlagzeug oder Drumcomputer.
Typische Post-Disco-Vertreter waren bzw. sind Arthur Baker, Larry Levan, Shep Pettibone, Freeez, Imagination, Evelyn King, The Whispers, Kano, Skyy, Nick Straker Band, Telex, Was (Not Was),  und Arthur Russell.